# Pima
 Denne artikel bør gennemlæses af en person med fagkendskab for at sikre den faglige korrekthed.

Pima – nordamerikansk stamme af Piman Uto-Aztecan sprogfamilien:879  i det sydvestlige kulturelle område, som lever i Salt River- og Gila Riverdalen i det syd-centrale Arizona, USA.:3 
Traditionelt levede pimaerne i landsbyer tæt ved flodbredderne og dyrkede landbrug. Deres landbrugsmetoder var helt anderledes end hos flere andre indianere i de Forenede Stater. Fx gravede pimaerne vandingskanaler med træværktøj.:5  De levede i landsbyer styret af en valgt høvding.:6  Deres hjem var runde grenhytter:5  og senere
enkeltfamiliehuse bygget af mudder og halm (adobe).:153 
Den første kontakt, som stammen havde med europæere, var med jesuitermissionæren Francisco Eusebio Kino omkring 1697.:27 
Stammens største sejr var i 1857, da de nedkæmpede en hær yumaer og mohaver.
På det tidspunkt var deres antal omkring 4000 mennesker. I 1990 var de 14.431, og de fleste af dem lever i Salt River-reservatet og Gila River-reservatet.

## Oprindelig materialer

### Flettede beholdere
Kvinderne flettede holdbare kurve som brugskunst i ledige stunder.:131  Kurve i forskellige former og størrelser blev brugt til f.eks. opbevaring, til at rense majs og hvede ved kastning og til at bære ting i.:49  Tætflettede kurve med en indersidebehandling af klæbrig plantesaft var vandtætte.:48  De største, traditionelle kurve af form som runde brødkurve var ca. 60 centimer i diameter og over 20 centimer dybe i centrum.:49  Kurve til opbevaring var høje og rummelige og ofte med en slank hals.
Kvinderne indsamlede plantematerialerne til kurvefletning i bestemte sæsoner og forarbejdede dem til brug. Afbarkede og flækkede pilegrene,:131  friske strå af dunhammer:133  og afbarkede, flækkede skud af virginsk poppel (Populus deltoides):132  udgjorde de lyse grundmaterialer. Ved at omvikle de tynde og opblødte flettematerialer med sort plantemateriale fra de store frøkapsler af en ørkenplante kaldt devil’s claw (Martynia fragrans):133  kunne kvinderne give kurvene sort/lyse mønstre. Abstrakte designs a la græske mæander-borter:145  var meget brugt,:54  men kun evner og kreativitet satte grænser for udsmykningen.